# José María Ryan
José María Ryan Estrada (Bilbao, 1943 - Zarátamo, Vizcaya, 1981) fue un ingeniero industrial español secuestrado y asesinado por la organización terrorista ETA militar cuando trabajaba para la empresa Iberduero como ingeniero-jefe en la construcción de la central nuclear de Lemóniz, en Vizcaya.

## Formación
Ryan cursó estudios de ingeniería industrial en Bilbao, para trasladarse posteriormente a Estados Unidos, donde se especializó en energía térmica y nuclear. En 1966 entró a formar parte de la empresa Iberduero, como ingeniero de la central térmica de Burceña y después de la central térmica de Santurce. Más tarde fue destinado como ingeniero jefe de explotación de la futura central nuclear de Lemóniz.

## Asesinato
La construcción de la central nuclear en la localidad de Lemóniz, proyecto comenzado en 1972, se vio contestada desde el principio por un amplio movimiento ecologista, y sobre todo por los vecinos y ayuntamientos de la zona, que se oponían a la construcción de la planta. A partir de 1977 la organización terrorista ETA se unió a la causa anticentral y comenzó a atacar objetivos relacionados con la planta nuclear, asesinando en marzo de 1978 a dos empleados que se encontraban trabajando en la misma.
El 29 de enero de 1981, José María Ryan fue secuestrado por miembros de ETA cuando salía de las instalaciones de la central, de la que era ingeniero-jefe para la empresa Iberduero, propietaria de la obra. Fue trasladado oculto en un camión hasta una lonja de Basauri, donde tenían habilitado un zulo para retenerle. ETA concedió un plazo de una semana a la administración para que la central fuese demolida, exigencia que no fue cumplida. Los días siguientes diferentes organizaciones, como Amnistía Internacional, solicitaron la liberación del ingeniero, e incluso su esposa apareció en televisión con sus cinco hijos.
A pesar de una multitudinaria manifestación celebrada en Bilbao exigiendo su liberación, el 6 de febrero apareció su cadáver en un camino forestal entre Zarátamo y Arcocha con un disparo en la cabeza. Se encontraba atado y amordazado, y los terroristas habían enviado un aviso para su localización. Tras el funeral, que se celebró en la Iglesia de San Vicente de Bilbao, fue enterrado en el cementerio de Vitoria.

## Consecuencias
El asesinato de Ryan tuvo un gran impacto social, y la gran mayoría de organizaciones del País Vasco y de toda España condenaron el crimen. El 9 de febrero se llevó a cabo en todo el País Vasco una huelga general contra ETA, convocada por los partidos políticos PNV, PSE-PSOE, PCE y Euskadiko Ezkerra y las centrales sindicales CCOO, UGT y ELA-STV en protesta por el asesinato de Ryan. Éste supuso, sin embargo, la paralización de facto de las obras de la central, que tras unos años aplazadas, fueron definitivamente paralizadas en 1984.
El sustituto de Ryan como ingeniero jefe, Ángel Pascual Múgica, también fue asesinado por ETA, el 5 de mayo de 1982, al ser tiroteado en su coche en el barrio de Begoña en Bilbao.

## Reconocimientos
En Consejo de Ministros de 26 de enero de 2001, el Gobierno de España le concedió, a título póstumo, la Gran Cruz de la Real Orden de Reconocimiento Civil a las Víctimas del Terrorismo.